# Bungong (Syamtalira Bayu)
Bungong is een bestuurslaag in het regentschap Aceh Utara van de provincie Atjeh, Indonesië. Bungong telt 415 inwoners (volkstelling 2010).